# Eruca
Eruca Mill., 1754 è un genere di angiosperme eudicotiledoni appartenenti alla famiglia delle Brassicacee.

## Distribuzione
È un genere di piante da fiore, originario del bacino del Mediterraneo.

## Tassonomia
Comprende le seguenti specie:
- Eruca foleyi (Batt.) Lorite, Perfectti, J.M.Gómez, Gonz.-Megías & Abdelaziz
- Eruca pinnatifida (Desf.) Pomel
- Eruca vesicaria (L.) Cav.